# Luculai
Luculai (Lukulai) ist ein osttimoresischer Suco im Verwaltungsamt Liquiçá (Gemeinde Liquiçá).

## Geographie
Luculai liegt im Osten des Verwaltungsamts Liquiçá. Nordwestlich liegt der Suco Dato und im Westen und Süden der Suco Darulete. Im Osten grenzt Luculai an das Verwaltungsamt Bazartete mit seinen Sucos Maumeta und Metagou. Der Fluss Caray durchquert den Norden Luculais und fließt nach Westen in den Gaulara. Er folgt der Grenze zu Dato und fließt an der Nordspitze von Luculai mit dem Eanaloa zusammen und bildet so den Gularkoo. Der Eanaloa folgt der Grenze zu Metagou. Luculai hat eine Fläche von 4,59 km² und teilt sich in die vier Aldeias Hunehei (Hunanai, Hunahai), Lebuana, Metagou und Natarae.
Nördlich des Caray liegen die Dörfer Hunehei, Lebuana und Metagou, südlich die Orte Luculai und Natarae. Im Dorf Luculai gibt es beim Sitz des Sucos eine Grundschule, die Escola Primaria Luculai.
Der Berg Fatumasin (auch Foho Natare), dessen Gipfel nah der Südgrenze in Darulete liegt (Lage, 1214 m), ist Namensgeber für ein Naturreservat, das mit mindestens 15 geschützten Vogelarten auch zu einer Important Bird Area erklärt wurde. Das Reservat ist 13.618 Hektar groß und reicht bis in die Gemeinde Ermera. Die Region ist dicht bewaldet, die Böden sind kalkarm. Neben jenen am Monte Mundo Perdido und am Tatamailau ist das Reservat eines der drei wichtigsten Orchideenschutzgebiete des Landes.

## Einwohner
In Luculai leben 812 Einwohner (2022), davon sind 425 Männer und 387 Frauen. Im Suco gibt es 136 Haushalte. Über 79 % der Einwohner geben Tokodede als ihre Muttersprache an. 16 % sprechen Mambai und fast 4 % Tetum Prasa.

## Geschichte
Im April 1999 wurden die Einwohner von Luculai und anderer Sucos nach Vila de Liquiçá zwangsdeportiert. Hier zwang man sie mit Einschüchterungen und Misshandlungen die Autonomielösung im Unabhängigkeitsreferendum zu unterstützen, die einen Verbleib Osttimors bei Indonesien vorsah. Männer wurden, wenn sie nicht flohen, für die Milizen zwangsrekrutiert. Außerdem mussten die Menschen die Flagge Indonesiens setzen und Wachposten einrichten. Mädchen und junge Frauen mussten auf Feiern der Milizen tanzen.
300 Familien wurden obdachlos, als am 1. und 2. Januar 2008 Überschwemmungen Luculai, Dato und Maumeta verwüsteten. 100 Häuser wurden komplett zerstört, 90 weitere beschädigt. Die Bevölkerung konnte rechtzeitig von der Nationalpolizei evakuiert werden, so dass keine Personen zu Schaden kamen.

## Politik
Bei den Wahlen von 2004/2005 wurde Augusto Lopes da Silva zum Chefe de Suco gewählt. Bei den Wahlen 2009 gewann Leonel da Silva Lopes und wurde 2016 und 2023 in seinem Amt bestätigt.